# Шприц
Шприц (Нем. spritze, от spritzen — брызгать, ср. чеш. stříkačka, пол. strzykawka, сербохорв. бризгалица, словен. brizgalka, brizga) — общее название инструментов, применяемых в медицине, технике и кулинарии для введения и выведения жидкостей и газов с использованием поршневого давления.

## Медицинский шприц
Шприц — медицинский инструмент, предназначенный для инъекций, диагностических пункций, отсасывания патологического содержимого из полостей .

### История создания
Попытки парентеральных введений лекарств предпринимались относительно давно. Так, Гиппократ для этих целей использовал мочевой пузырь свиней, в который вставлял тростниковую или деревянную трубку, посредством чего путём венесекции вводил в вену через трубочку препараты. Отсюда берёт начало современное название шприца в части европейских языков (англ. Syringe, фр. Seringue, исп. Jeringa, итал. Siringa и т. д.), так созвучное (др.-греч. σύριγξ — «syrinx») означает тростник. Русское название заимствовано из немецкого названия (нем. Spritze), возникшего от нем. spritzen означающего брызгать.
К XV веку начали широко применять устройства, изготавливаемые из различных материалов, имеющие цилиндрический корпус, поршень, полый наконечник и напоминающие современные шприцы для введения препаратов, отсасывания жидкостей и гноя, промывания разных полостей организма.
Предпосылки к созданию шприца в современном назначении возникли после открытия кровообращения, кругов кровообращения в 1628 году У. Гарвеем и капилляров в 1661 году М. Мальпигием. Способствовало этому и создание в 1662 году Лондонского королевского общества, которое позволяло обмениваться научными открытиями, наблюдениями, результатами опытов, обобщать их. В 1665 году были опубликованы К. Реном результаты исследований по внутривенным вливаниям животным различных растворов. При этом им использовались пузыри рыб, животных и перья (очин) посредством которых делая венесекцию вводил растворы в вену.
Несмотря на то, что внутривенные инъекции проводились с середины XVII века, шприц, в том виде, в котором мы знаем его сейчас, был изобретён лишь в 1853 году независимо друг от друга французским хирургом Ш.-Г. Правасом и шотландским врачом Александром Вудом.
Первые шприцы изготавливались из каучукового цилиндра, внутрь которого помещался хорошо подогнанный поршень из кожи и асбеста с торчащим наружу металлическим штырём. На другом конце цилиндра укреплялась полая игла. Так как цилиндр был непрозрачным, насечки для дозировки лекарства делались не на нём, а на металлическом штыре поршня.
В начале 1890-х годов появились многоразовые шприцы, полностью сделанные из стекла; их сконструировал французский стеклодув Фурнье (Fournier). Посадочный конус (диаметр) этих шприцев был сконструирован изобретателем Карлом Шнейдером и назван конусом Луера в честь производителя хирургического инструмента немецкого происхождения Германа Вульфинга Луера (1836—1910). Последний руководил французской компанией «Luer», которая в 1894 году начала выпускать шприцы этого типа и активно продвигать на рынке. В 1894—1897 годах конус был запатентован Луером во Франции, Германии, Австрии, Англии и США. В 1897 году компанию Луера посетили американцы Максвелл Бектон и Ферли Стентон Дикинсон, которые искали партнёра — европейского производителя медоборудования; ими было выкуплено эксклюзивное право на поставку шприцев Луера в США. Конус международно стандартизирован (стандарты серии ISO 80369, 594, DIN и EN 1707:1996 и 20594-1:1993) и по настоящее время называется «тип Луер».
В 1906 году был создан многоразовый шприц со стеклянным цилиндром, металлическим поршнем и металлической иглой; по настоящее время его посадочный конус называется «тип Рекорд»:

Стеклянный цилиндр с делениями с двух сторон был завальцован в металлические колечки. В нижнее колечко на резьбе ввёртывался стальной конус для фиксации иголки, в верхнее — входил металлический поршень с резиновыми уплотнительными кольцами. Использовались шприцы только после стерилизации кипячением в дистиллированной воде в течение 40-50 минут. Иглы к таким шприцам стерилизовали в содовом растворе, в канал иглы при этом вводили специальную проволочку, мандрену, и кипятили 15-20 минут. Многократное кипячение приводило к тому, что иглы тупились, и процедура укола становилась болезненной.

В 1949—1950 Артур Смит получил патенты США на одноразовые шприцы. Первые одноразовые шприцы массово стали производиться компанией «Becton, Dickinson and Company» в 1954 году. Эти шприцы изготавливались из стекла.
В 1956 Колин Мёрдок (Colin Murdoch), фармацевт из Новой Зеландии, изобрёл и запатентовал пластиковый одноразовый шприц.
В настоящее время многие изобретатели работают над реализацией идеи действительно одноразовых шприцев — то есть таких, которые было бы просто физически невозможно использовать дважды. Эта задача обусловлена борьбой с распространением ВИЧ и других инфекций. Некоторые изобретатели уже достигли определённых успехов и даже получили на них патенты, однако действительно надёжное и экономичное решение этой задачи отсутствует. В ряде стран действуют благотворительные организации по обмену шприцев, чтобы снизить распространение ВИЧ среди наркоманов, которые часто пользуются одним и тем же шприцем несколько раз.
- Шприц из латуни. Франция, начало XVII века. Предположительно использовался для промываний и клизм
- Шприц из слоновой кости. Европа, начало XVIII века. Предположительно использовался для выкачивания гноя и других жидкостей
- Оловянный шприц. Европа, XVIII век
- Шприцы с металлическими цилиндрами. Верхняя Австрия. XVIII-XIX века
- Стеклянные многоразовые шприцы типа Люэра с кончиком и поршнем из стекла[6] применявшийся до широкого внедрения одноразовых пластиковых, в которых обычно использованы разновидности кончика типа Люэр[7]
- Стеклянный многоразовый шприц типа «Рекорд» с несъёмным металлическим наконечником металлическим поршнем, многоразовые иглы и наплитные кипятильники применявшиеся для стерилизации кипячением[6]
- Комбинированный многоразовый стеклянный шприц со съёмным металлическим наконечником типа Люэр и стеклянным поршнем[8]
- Комбинированный многоразовый стеклянный шприц со съёмным металлическим наконечником типа «Рекорд» и металлическим поршнем[5]
- Укладка для многоразового шприца, где он хранится после стерилизации, в стакан заливается дезинфицирующий раствор для обеспечения стерильности или укладывается вата, смоченная формалином
- Сравнительные отличия диаметра кончиков шприцев типа Люэр (пластиковый) и «Рекорд»
- Устройство для автоматизированной строго дозированной по времени подачи раствора шприцем (в данном случае 6 мл в час)

### Принцип работы
При поднятии поршня шприца, если его игла помещена в сосуд с жидкостью, между ним и поверхностью создаётся вакуум. Туда устремляется жидкость из сосуда, поскольку на неё действует атмосферное давление.

### Описание
Обычно шприц представляет собой полый градуированный цилиндр с конусом, на который насаживается игла, и открытым концом, через который вводится в цилиндр поршень со штоком.
В 1980-х получили широкое распространение шприцы однократного применения (ШОП, разговорное название: одноразовые шприцы), практически целиком изготовленные из пластмассы, за исключением иглы, которая по-прежнему изготавливается из нержавеющей стали. У шприца есть также большое количество жаргонных названий на сленге наркоманов.
Применяются также шприц-тюбики для однократного введения лекарств.

### Основные правила использования
Поскольку шприц в процессе использования контактирует с кровью, следует уделить внимание стерильности шприца:
- перед использованием одноразового шприца необходимо убедиться в целостности упаковки;
- многоразовые шприцы перед использованием тщательно кипятят.

Для проведения инъекции игла шприца помещается в ёмкость с лекарственным препаратом, после чего движением поршня на себя втягивается необходимое количество препарата в цилиндр шприца. Перед проведением инъекции следует убедиться в отсутствии в набранном в шприц препарате пузырьков воздуха. Для этого шприц направляется иглой вверх и лёгким движением поршня из шприца выгоняется воздух вместе с частью препарата. Кожу в месте инъекции необходимо протереть спиртом. В дальнейшем, в зависимости от типа инъекции, игла вкалывается пациенту в кровеносный сосуд (вену, или в некоторых случаях в артерию), под кожу либо внутрь кожи, либо внутрь мышцы, после чего движением поршня лекарство перемещается из шприца в организм пациента.

### Специальные шприцы
Для проведения определённых специфических медицинских манипуляции существуют специальные шприцы, такие как:

#### Инсулиновый шприц
Применяется для введения инсулина.
Имеет очень тонкую и относительно короткую иглу, введение которой практически безболезненно. Это важно, так как инсулин почти всегда вводится больными самостоятельно. Ёмкость стандартного шприца составляет 1 мл, шкала размечена не только в миллилитрах, но и в единицах действия (ЕД), с помощью которых дозируют инсулин. У всех современных препаратов в 1 мл содержится 100 ЕД. Ввиду малых доз применяется поршень особой формы, который обеспечивает максимально полное введение набранного лекарства, включая тот объём, что находится в носике для крепления иглы. Стандартный шприц позволяет дозировать инсулин с шагом в 2 ЕД (0,05 мл), а детские — с шагом в 0,5 ЕД и даже 0,25 ЕД. Ранее применяемые инсулиновые шприцы на 40 ЕД постепенно выходят из употребления.
В настоящее время для введения инсулина используют также шприц-ручки, удобные для самостоятельного проведения инъекций больным сахарным диабетом. Укупорка резервуара позволяет сохранять герметичность при многократных проколах обратной стороной иглы.
С инсулиновым схож и туберкулиновый шприц с градуировкой в 0,02 мл для внутрикожной инъекции туберкулина при постановке реакции Манту.

#### ШприцЖане
Предназначен для отсасывания различных жидкостей из организма и промывания полостей, а также для проведения энтерального питания и введения через зонд катетера специальных растворов, питательных сред или лекарственных препаратов. Может использоваться при дренировании плевральной полости для экстренной откачки воздуха при пневмотораксе. Также возможно использование для внутривенных, внутрибрюшинных и интратрахеальных вливаний. Шприц Жане имеет объём 150 - 450 мл (видно на фото).
Широко известная сцена кинофильма «Кавказская пленница», в которой Бывалому делают внутримышечную инъекцию снотворного шприцем Жане, является комедийным гэгом. Здесь в кинокартине явная гиперболизация — в практической медицине шприцем Жане инъекции не выполняют.

#### Шприц Брауна
Шприц Брауна — шприц емкостью 2 или 5 мл с металлическим, слегка изогнутым на конце наконечником длиной 15 см, применяемый для внутриматочных и внутригортанных вливаний. Предложен австрийским гинекологом Брауном.

#### Гортанный шприц
Гортанный шприц – шприц со специализированными насадками для промывания миндалин и горла.

#### Шприц Анеля
Шприц Анеля – шприц для промывания носослезного протока, ёмкостью 1 или 2 мл, имеющий кольцо на конце штока поршня и три канюли – прямую, слегка изогнутую и сильно изогнутую. Предложен французским хирургом Домиником Анелем. В настоящее время не выпускается.

#### Карпульный шприц
Шприц, используемый в стоматологии для введения анестезирующего средства.
Представляет собой одноразовый картридж-капсулу с раствором, иглу и поршень. Игла выступает из канюли и изнутри для прокола колпачка картриджа с анестетиком. Вследствие того, что иглы имеют малый диаметр, то для преодоления сопротивления тканей необходимо создать большое давление, для чего шприц имеет усиленную конструкцию и упоры для пальцев, а канюля иглы навинчивается на наконечник шприца.

#### Шприц-дротик
В основном используется в ветеринарии для введения инъекций диким животным.

#### Таблеткодаватель
Ветеринарный интродьюсер (пиллер, шприц-аппликатор) – многоразовый шприц с упором для пальцев, предназначенный для быстрого и безопасного ввода таблеток и жидких средств животным через рот. Для жидких средств можно использовать и обычный одноразовый шприц без иглы.

#### Самоблокирующийся шприц
Самоблокирующиеся (саморазрушающиеся) шприцы — это разновидность одноразового шприца. Они сконструированы таким образом, что их повторное использование механически исключено. Это их главное отличие от обычных одноразовых шприцев, которые технически могут быть использованы многократно.
Саморазрушающиеся шприцы специально разработаны для масштабных и регулярных программ иммунизации населения и любых других инъекций.

### Виды одноразовых шприцев, используемых на территории России
| Объём                             | Игла                                      |
| --------------------------------- | ----------------------------------------- |
| 1 мл (инсулиновый/туберкулиновый) | 0,45 × 10 мм 26G×2/5 0,40 × 10 мм 27G×1/2 |
| 2 мл                              | 0,6 × 30 мм 23G×1 1/4                     |
| 3 мл                              | 0,6 × 30 мм 23G×1 1/4                     |
| 5 мл                              | 0,7 × 40 мм 22G×1 1/2                     |
| 10 мл                             | 0,8 × 40 мм 21G×1 1/2                     |
| 20 мл                             | 0,8 × 40 мм 21G×1 1/2                     |
| 50 мл                             | 1,2 × 40 мм 18G×1 1/2                     |
| 150 мл (шприц Жане)               | 1,2 × 400 mm 80G × 1 1/20                 |

Одноразовые иглы к одноразовым шприцам могут упаковываться стерильно индивидуально в комплекте со шприцем, либо по отдельности. Выбор иглы к конкретному шприцу зависит от проводимой манипуляции (подкожная, внутримышечная, внутривенная инъекция, трансфузия, отбор крови и т. д.), а не от объёма шприца. Объём шприца зависит от необходимого объёма введения лекарственного раствора. Для разведения и набора лекарств из флаконов рекомендуется использовать 2 иглы: один для разведения / набора (в просвете иглы может остаться частица резины от пробки при проколе, острие загнуться, наружная часть иглы загрязняется препаратом или может быть расстерилизована), второй, насаживаемый вместо первого на канюлю шприца — для самой инъекции.
Многоразовые шприцы стерилизовались непосредственно перед применением различными методами (кипячение в растворе двууглекислой соды, нагрев в сухожаровом шкафу, автоклавирование). Перед стерилизацией подвергались дезинфекции замачиванием в растворе дезинфектанта и предстерилизационной обработке (замачивание в моющем растворе и мойка с контролем целостности и герметичности поршня). Одноразовые шприцы стерилизуются при производстве γ-излучением или окисью этилена, затем упаковываются в герметичную упаковку (при радиационной стерилизации, стерилизация может быть проведена в упаковках) обеспечивающую в течение определённого времени их стерильность, перед использованием таких шприцев необходима проверка упаковки на целостность и срока сохранения стерильности. Использованные по назначению одноразовые шприцы подвергаются дезинфекции и утилизируются как медицинские отходы.

## Кондитерский шприц
См. Кондитерский мешок.

## Технический шприц
Технический шприц предназначен для введения в узлы машин и механизмов жидкостей или смазки, а также для нанесения на различные поверхности клея, герметика и других вязких веществ. Устройство технического шприца подобно устройству шприца медицинского, но отличается большими размерами и (часто) наличием механизма привода поршня. Как правило, узлы, смазка которых осуществляется с помощью шприца, имеют специальный узел — пресс-маслёнку с обратным клапаном, исключающим вытекание смазки после отсоединения шприца. Существуют одноразовые (заполненные рабочей жидкостью в заводских условиях) и перезаряжаемые (заполнение осуществляет потребитель) технические шприцы.
- Анатомический шприц с насадками для получения восковых слепков (пластинации) при анатомических исследованиях на трупах, XIX век
- Нагнетание смазки плунжерным шприцем в ступицу сцепного дышла паровоза
- Сдвоенный шприц с двухкомпонентным эпоксидным клеем
- Термопаста, упакованная в шприц производителем